# August 1987
Acest articol este generat integral pe baza informațiilor din articolul 1987 și este actualizat periodic de un robot.
 Editările făcute în articol vor fi șterse la următoarea actualizare! Dacă doriți să faceți modificări, editați articolul-sursă.

ianuarie -
februarie -
martie -
aprilie -
mai -
iunie -
iulie -
august -
septembrie -
octombrie -
noiembrie -
decembrie
August 1987 a fost a opta lună a anului și a început într-o zi de sâmbătă.

## Nașteri
- 1 august: Iago Aspas Juncal, fotbalist spaniol (atacant)
- 3 august: Gary Medel (Gary Alexis Medel Soto), fotbalist chilian
- 4 august: Jon Lilygreen, cântăreț britanic
- 4 august: Narcis Mihăilă, atlet român
- 6 august: Kelvin Caña, scrimer venezuelan
- 7 august: Max Heinzer, scrimer elvețian
- 7 august: Rouven Kai Sattelmaier, fotbalist german (portar)
- 7 august: Mai Thi Nguyen-Kim, chimistă germană
- 8 august: Mădălina Ghenea, actriță română
- 11 august: Gabriel Bosoi, fotbalist român
- 16 august: Tian Pengfei, jucător chinez de snooker
- 17 august: Ronan Gustin, scrimer francez
- 19 august: Nico Hülkenberg, pilot german de Formula 1
- 19 august: Nico Hülkenberg, pilot de curse german
- 20 august: Hao Jialu, scrimeră chineză
- 20 august: Kristína Peláková, cântăreață slovacă
- 20 august: Cătălina Ponor, sportivă română (gimnastică artistică) și antrenoare
- 20 august: Eric Ato Sackey, fotbalist ghanez (atacant)
- 23 august: Mădălina Gojnea, jucătoare română de tenis
- 25 august: Blake Lively, actriță americană
- 25 august: Amy Macdonald, cântăreață britanică
- 25 august: Tom Gunnar Söderberg, fotbalist suedez
- 26 august: Flavius Koczi, sportiv român (gimnastică artistică)
- 27 august: Laurențiu Cosmin Buș, fotbalist român
- 27 august: Muhamed Pašalić, baschetbalist bosniac
- 28 august: Roxana Condurache, actriță română
- 28 august: Daigo Nishi, fotbalist japonez
- 29 august: Florin Ristei, cântăreț român
- 31 august: Ekaterina Diacenko, scrimeră rusă
- 31 august: Anca Dumitra, actriță română

## Decese
- 1 august: Pola Negri, actriță americană de origine poloneză (n. 1897)
- 5 august: Benedict M. Menkeș, 82 ani, medic român (n. 1904)
- 5 august: Benedict M. Menkeș, medic român (n. 1904)
- 7 august: Camille Chamoun (Camille Nimr Chamoun), 87 ani, politician libanez (n. 1900)
- 11 august: Živko Čingo, 51 ani, jurnalist macedonean (n. 1935)
- 17 august: Carlos Drummond de Andrade, 84 ani, poet brazilian (n. 1902)
- 17 august: Mihail Davidoglu (n. Moise Davidson), 76 ani, dramaturg român (n. 1910)
- 17 august: Rudolf Hess (Rudolf Walter Richard Heß), 93 ani, politician german (n. 1894)
- 18 august: Dambudzo Marechera, 35 ani, scriitor zimbabwian (n. 1952)
- 23 august: Didier Pironi, 35 ani, pilot francez de Formula 1 (n. 1952)
- 24 august: András Csorba, 59 ani, actor maghiar (n. 1927)
- 25 august: Avraham Levenbraun, 71 ani, politician israelian (n. 1916)
- 26 august: Georg Wittig, 90 ani, chimist german (n. 1897)
- 26 august: Alexandru Borbely, fotbalist român (n. 1910)
- 28 august: John Huston, regizor și scenarist american (n. 1906)
- 29 august: Lee Marvin, 63 ani, actor american (n. 1924)